# Bruno González-Zorn
Bruno González-Zorn (nació el 15 de marzo de 1971) es un destacado microbiólogo, científico y profesor hispano-alemán. Reconocido por sus contribuciones pioneras a One Health («Una sola salud») y la resistencia a los antimicrobianos (AMR). Su trabajo ha tenido un impacto significativo en la comprensión global de las enfermedades zoonóticas y en el desarrollo de estrategias para combatir AMR. Es director de la ARU y catedrático de la Universidad Complutense de Madrid.
Desde septiembre de 2021, es asesor de la Organización Mundial de la Salud (OMS).

## Primeros años de vida y educación
González Zorn, nacido en Madrid, España, estudió en el Colegio Alemán de Madrid. Posteriormente, obtuvo su grado universitario en la Universidad Complutense de Madrid, donde también completó su formación con el título de Doctor Europeo en 2001. Su carrera fue impulsada por una beca postdoctoral en el Instituto Pasteur de París.

## Carrera
En 2005, González Zorn obtuvo la beca Ramón y Cajal del Ministerio de Ciencia de España y regresó a España con un proyecto titulado Una sola salud: La resistencia a los antibióticos en los seres humanos, los animales y el medio ambiente. Esto condujo a la fundación de la Unidad de Resistencia a los Antimicrobianos (ARU), su grupo de investigación.
Desde 2014, González Zorn forma parte del comité coordinador del Plan Nacional frente a la Resistencia a los Antibióticos (PRAN), una iniciativa coordinada por la Agencia Española de Medicamentos y Productos Sanitarios (AEMPS) que busca abordar de forma integral la resistencia antimicrobiana mediante acciones coordinadas en salud humana, veterinaria y medioambiental.
En 2018, a través del Programa Especial de Méritos y Objetivos Internacionales y Calificación Nacional de la Aneca, González Zorn ingresó en el Cuerpo de Catedráticos de Universidad. A partir de 2018, González Zorn ejerce como catedrático en la Universidad Complutense de Madrid y es el director de ARU. González Zorn es un investigador activo de VISAVET y se centra en la ecología y la genómica de la resistencia a los antibióticos en los animales, los seres humanos y el medio ambiente.
El Dr. González-Zorn considera que la investigación debe ser un esfuerzo colaborativo que trascienda las fronteras nacionales. Por ello, ha mantenido una colaboración continua con diversas regiones de América Latina, Asia y África. Desde 2005, ha estado involucrado en proyectos en Ghana, donde ha contribuido a la creación y desarrollo del Complejo Laboratorial Español, un campus universitario que alberga laboratorios de Microbiología, Salud Pública y One Health. Además, es profesor adjunto de Biotecnología en la University for Development Studies de Ghana.
González Zorn fue presidente de Microbiología Molecular en la Sociedad Española de Microbiología en 2011. Fue miembro del Comité Científico de las Iniciativas Programáticas Conjuntas de 2014 a 2018. González Zorn también fue uno de los fundadores de La Voz de los Investigadores en la Unión Europea.
Desde septiembre de 2021, ejerce como asesor dentro del Grupo CIA de One Health (Antibióticos Críticamente Importantes para la salud humana) de la OMS, formando parte de un selecto grupo de 15 expertos. Este grupo de trabajo es pionero en la OMS al abordar la resistencia antimicrobiana desde una perspectiva integral de One Health, un hito importante en la lucha contra este problema global.
Desde 2024, forma parte del Comité Español del Antibiograma (COESANT), un equipo multidisciplinar respaldado por la Sociedad Española de Enfermedades Infecciosas y Microbiología Clínica (SEIMC) y por la AEMPS que agrupa a profesionales de la microbiología clínica, enfermedades infecciosas, farmacología y organismos oficiales. Este comité trabaja para fomentar el uso de los criterios EUCAST en la práctica clínica y colaborar en el desarrollo de futuras directrices. Además, impulsa iniciativas formativas sobre interpretación de antibiogramas y promueve estudios sobre sensibilidad y uso racional de antimicrobianos.
En enero de 2024, la destacada trayectoria del Prof. González Zorn recibió un nuevo reconocimiento al ser elegido Presidente de One Health en la Alianza Europea Una Europa por un periodo de dos años. Este logro no solo consolida su posición como líder mundial en salud, sino que también fortalece el papel de la Universidad Complutense de Madrid como referente en investigación en One Health.
Desde 2025, Bruno González-Zorn es también Expert Advisor de la Alianza Europea de Salud Pública (EPHA), contribuyendo a sus políticas y estrategias en salud pública desde la perspectiva One Health.

## Divulgación científica
Bruno González-Zorn es también una figura pública reconocida por su participación en medios de comunicación de renombre, donde ha sido entrevistado sobre temas relacionados con One Health, la resistencia a los antimicrobianos y su impacto global.
- Durante un episodio del programa Enviado Especial en La Sexta, titulado "Un gesto tan cotidiano como saludarse puede poner en jaque al mundo entero: el peligro de las superbacterias explicado por la OMS" (21 de noviembre de 2023), destacó cómo las superbacterias representan una amenaza crítica para la salud global.[12]
- En una entrevista con El País, titulada "Bruno González-Zorn, microbiólogo: 'Tenemos una mortalidad cada vez mayor por enfermedades que antes controlábamos'" (4 de diciembre de 2023), González-Zorn advirtió sobre el creciente peligro de las enfermedades que, debido a la resistencia a los antibióticos, están volviendo a ser mortales.[13]
- En el programa La Aventura del Saber de RTVE, participó en una entrevista titulada "Bruno González-Zorn y la resistencia a los antibióticos" (20 de febrero de 2024), donde explicó los desafíos globales que plantea la resistencia antimicrobiana y la importancia de una respuesta coordinada a nivel internacional.[14]
- En una entrevista con la Cadena COPE, bajo el título "Nunca se medica en casa sin aviso: el asesor de la OMS sobre el uso excesivo de antibióticos y las superbacterias" (16 de enero de 2024), González-Zorn enfatizó los peligros del uso excesivo de antibióticos y su contribución al aumento de las superbacterias.[15]

## Investigaciones
Bruno González-Zorn es autor y coautor de numerosas publicaciones en revistas de prestigio, centradas en la resistencia a los antimicrobianos y el papel de los pequeños plásmidos en la aptitud bacteriana, con un factor de impacto promedio de 6.4 y más de 10,000 citas, siempre priorizando la calidad sobre la cantidad. Sus trabajos se citan con frecuencia y han influido en las políticas y prácticas de la medicina veterinaria y humana.
González Zorn descubrió el mecanismo de resistencia a los antibióticos, las metiltransferasas de ARN 16S, en los animales, el hombre y el medio ambiente. También descubrió el primer aislado resistente a la colistina y a los carbapenos con los nuevos genes MCR-1 y NDM-1, por lo que recibió el Premio Nacional de Investigación en resistencia a los antibióticos.
Fue autor del primer programa de investigación estratégica sobre resistencia a los antibióticos de EU One Health (“Una Salud” EU) en 2013, un modelo de investigación del Plan Global de Resistencia de la OMS de 2015.
González Zorn ha participado en más de 20 proyectos europeos de resistencia a los antibióticos, como el programa FP6, MED VET NET, EU-US Safe Food, EvOTAR, EFFORT o AVANT.
Entre sus afiliaciones profesionales se incluyen:
- Sociedad Americana de Microbiología
- Sociedad Europea de Microbiología Clínica y Enfermedades Infecciosas
- Sociedad Española de Microbiología
- Sociedad Española de Biología Molecular y Bioquímica

## Reconocimientos
González Zorn fue galardonado en 2011 con el Premio Nacional de Microbiología Jaime Ferrán al mejor investigador en Microbiología menor de 40 años. Ha ganado el Premio Nacional de Resistencia a los Antibióticos del Ministerio de Sanidad español por su investigación sobre los genes MCR-1 y NDM-1 en 2018.
También ha recibido el Premio de Reconocimiento a la Innovación del Laboratorio Covid-19 en 2020.Ese mismo año, sus aportaciones sobre Alternativas a los Antibióticos fueron reconocidas por el Colegio de España, y recibió el Premio de la Real Academia de Ciencias Veterinarias.
En el año 2024, la University for Development Studies de Ghana le ha otorgado al doctor el título honorífico de doctor honoris causa. Su labor en la región ha sido fundamental para abordar desafíos relacionados con enfermedades infecciosas y la resistencia a los antibióticos. Destaca especialmente su reciente hallazgo sobre la presencia de bacterias altamente resistentes en el agua residual de los hospitales en Ghana.
Ese mismo año, en septiembre de 2024, fue incluido en la lista World’s Top 2% Scientists elaborada por la Universidad de Stanford y Elsevier, que reconoce al 2 % de los científicos más influyentes del mundo según su impacto científico. Esta distinción destaca su relevancia global en el campo de la microbiología y la salud pública, y lo posiciona como uno de los investigadores más destacados de la Universidad Complutense de Madrid.